# Peldžidín Genden
Peldžidín Genden (mongolsky Пэлжидийн Гэндэн; 1892 nebo 1895 – 26. listopadu 1937 Moskva) byl prezident a předseda vlády Mongolské lidové republiky. Genden byl obětí stalinských čistek během velkého teroru v Sovětském svazu a byl zastřelen v roce 1937.

## Život
Jeho funkční období prezidenta (předsedy Malého státního churalu) trvalo od 29. listopadu 1924 do 15. listopadu 1927. Od Čengeltína Džigžidžava pak převzal 2. července 1932 úřad předsedy vlády (předsedy Rady lidových komisařů).
Genden byl považován za umírněného komunistu. Když byl jmenován premiérem, byl vyhlášen „Nový směr“, což znamenalo určité korekce kurzu mongolské politiky po údajné předchozí „levé úchylce“.
Během svého funkčního období se několikrát dostal do konfliktu se Sovětským svazem. Existují zprávy, že na setkání nazval Josifa Stalina „carem“ a vyrazil mu dýmku z úst. Genden se také pokusil zabránit likvidaci buddhistických mnichů v Mongolsku a postavil se proti rozmístění sovětských jednotek.
Stalin spolu s Čojbalsanem zorganizoval v Ulánbátaru plenární zasedání Mongolské lidové strany, které Gendena 2. března 1936 zbavilo funkce. Genden byl zpočátku umístěn v domácím vězení a později deportován na Krym. Pod záminkou špionáže pro Japonské císařství pak byl 26. listopadu 1937 zastřelen v Moskvě. Poté byl vymazán z mongolské historie a uvedení jeho jména bylo trestné. Až v roce 1990 byl rehabilitován.
V roce 1998 otevřela jeho dcera Cerendulam v jeho domě Muzeum připomínky obětí politických represí v Mongolsku. Připomínají se tam i další oběti politických vražd.